# Aleksandr Chayánov
Aleksandr Vasílievich Chayánov (en ruso: Александр Васильевич Чаянов) (Moscú, 17 de abril de 1888 - Almá-Atá, 3 de octubre de 1937) fue un notable economista agrario ruso.

## Estudios
En 1906, ingresó en el Instituto Agrícola de Moscú en el que coincidió con Nikolái Vavílov. En 1908, siendo aún estudiante, publicó su primer trabajo sobre la cooperación agrícola en Italia. Participó en 1911 en el Congreso de Agricultura de Moscú, en el cual se gestó la Escuela de Organización y Producción, de la cual formó parte posteriormente y que se expresaba en el Diario Agrícola de Járkov, editado por Matseévich. Se graduó en 1911, pero se quedó en el instituto para prepararse para la cátedra de economía agrícola. Chayánov era ya un simpatizante del socialismo y además un poeta, narrador y coleccionista de grabados. En 1912, se publicaron sus primeras poesías, el Libro de Lyalina.
En 1912 fue enviado a un viaje científico y visitó Inglaterra, Francia, Alemania, Suiza, Italia y publicó Ensayos sobre la teoría de la economía del trabajo. Cuando regresó, enseñó en el Instituto y en la Universidad Popular Shanyavsky. Después de estudiar la experiencia del movimiento cooperativo de Europa occidental, se convirtió en uno de los científicos más autorizados en lo que respecta a cooperación agrícola y organización de la agricultura. Desde 1912 se centró en la investigación de la teoría de la unidad económica campesina. Combinó la actividad docente e investigadora con la participación en organizaciones cooperativas y públicas y fue uno de los organizadores y líderes de la Unión Central de Cooperativas de Cultivo de Lino - Centro de Lino de Rusia, que rápidamente conquistó los mercados nacionales y mundiales. En 1913, Chayanov se convirtió en profesor asociado y en 1915 se le otorgó el título de profesor adjunto.

## La Revolución
En pleno ascenso revolucionario en 1917 escribió el folleto agraria ¿Cuál es el problema agrario?. Era un documento programático de un "socialista independiente" que reclamaba como base de la solución de los problemas de Rusia, la transferencia de las tierras de manos de los grandes terratenientes, a manos de quienes las trabajaran: "tierra para trabajar, trabajo para el pueblo". El campesino necesitaba disponer de la cantidad del área cultivable adecuada y de los medios de producción óptimos, de los que carecía. Con este objetivo consideraba válido conjugar la nacionalización de la tierra, su municipalización, la prohibición de la compra-venta especulativa de tierra y los impuestos de control a la gran propiedad para que la tierra pasara a la "economía del trabajo". Proponía el sistema cooperativo como base del sector agropecuario.
Participó activamente en la Revolución de Febrero. Autor del programa agrario radical, fue miembro del comité directivo creado para la preparación e implementación de las reformas agrarias, miembro del Consejo de la República Rusa (pre-parlamento), viceministro de agricultura del período gobierno provisional durante aproximadamente dos semanas, pero como ese gobierno no confiscaba los latifundios, decidió trabajar por sus propuestas al interior de las organizaciones sociales y en los círculos de opinión.
Siempre consideró que la Revolución de Octubre acertó al entregar la tierra a las cooperativas de campesinos. Por ello, a pesar de las diferencias con los bolcheviques, no vaciló en colaborar críticamente con el nuevo gobierno y acordó trabajar en los organismos cooperativos. Participó con una posición independiente en el Primer Congreso Cooperativo, del 18 al 24 de febrero de 1918, al cual presentó un calificado informe, siendo elegido como parte del comité directivo.En 1918 publicó Ideas fundamentales y métodos de trabajo de la Agronomía Social, una recopilación de sus conferencias entre 1913 y 1917. Desde ese año fue profesor de la Academia Agrícola Petrovsky (nombre que tomó el Instituto Agrícola entre 1917 y 1923). En 1919 fundó el Seminario Superior de Economía y Política Agrícola, que se transformó en el Instituto de Investigaciones Científicas de la Economía Agrícola. Desde allí asesoró al Comisario para la Agricultura y pudo escribir a Lenin sobre la importancia del crédito para las cooperativas. Entre 1921-1923 fue miembro de la junta del Comisariado Popular de Tierras de la República Soviética de Rusia y su representante en el Comité Estatal de Planificación. 
En enero de 1922, por decisión de la junta del Comisariado Popular de Tierras, Chayanov fue enviado a Inglaterra y Alemania para ayudar al Comisario Popular de Comercio Exterior, se reunió con expertos de esos países y realiza visitas a las cooperativas agrarias. Su trabajo Teoría de la economía campesina fue publicado en Alemania en 1923. Al regresar Chayanov a Rusia se posesionó como director en el Instituto de Investigación Científica de la Economía Agrícola y se convirtió en el especialista más destacado en temas agrarias y tuvo gran influencia en los máximos organismos de política agraria. Pudo profundizar sus investigaciones sobre la economía campesina y convertirlas en punto de referencia obligado y parte integrante del trabajo de varios expertos de la Escuela de la Organización y la Producción para el análisis de las cuestiones agrarias, que no se limitó a las investigaciones sobre la economía campesina, sino que estudió los métodos de regionalización agrícola, la teoría de la cooperación y la organización, la contabilidad y administración de las explotaciones agropecuarias y la administración de aguas y recursos naturales. El Instituto publicó en 1925 su libro más conocido, La organización de la unidad económica campesina, una versión ampliada de su edición en alemán, y posteriormente en 1927 Principios y formas organizativas de la cooperación agrícola. 

## Unidad Económica Campesina
Chayánov explicó la organización de la unidad económica campesina; sus objetivos y planes; la circulación de capital y riqueza dentro de ella; la relación entre tierra, capital, trabajo y familia; y las consecuencias de todo ello para la economía nacional e internacional y la articulación de la economía campesina con el conjunto económico.
Coincidió con otros analistas en que la economía campesina en casi todas partes está ligada de diferentes maneras al mercado capitalista y sometida en varias formas al capital financiero (bancario e industrial). Pero ello no elimina las unidades familiares de explotación agropecuaria. Concluyó entonces, que en el futuro inmediato la unidad de explotación doméstica campesina seguiría siendo parte importante e imprescindible de la vida de muchos países y que en su conjunto la agricultura mundial se caracterizaba y se seguiría caracterizando por la heterogeneidad.
Mediante el estudio de la forma de producción campesina tal cual es, estudió el material a partir del cual debería evolucionar el nuevo agro, por medio de cooperativas progresivamente integradas. Consideró que para ello era necesaria la "agronomía social", que por una parte generara e introdujera nuevas tecnologías adecuadas a las condiciones de producción, mejorara la gestión económica campesina y organizara a la población en cooperativas y por otra produjera desde el estado realizara los cambios económicos y políticos que la situación requería, como la nacionalización del crédito y una reforma agraria integral no simplemente fundiaria.
Fue un defensor de la cooperación agrícola, pero un escéptico con respecto al fomento indiscriminado de la producción agrícola en gran escala. Consideraba que para vincular al campesinado a la economía general y garantizar el desarrollo agropecuario, debía predominar la concentración vertical y no la horizontal, es decir debía fomentarse fundamentalmente la asociación e integración cooperativa y sólo secundariamente, paulatinamente, en casos determinados y precisos la colectivización de la producción campesina. Esto estaba en contradicción con la política de colectivización total de Stalin, quien en 1929 escribió que era "incomprensible que las teorías anti-científicas de economistas 'soviéticos' como Chayánov puedan circular libremente en la prensa".

## Condena y rehabilitación
Con el inicio de la colectivización forzada de la agricultura, en 1928-1929, creció una ola de críticas ideológicas y políticas contra Chayanov. Se le estigmatizó como pequeño burgués y fue señalado de tener "una interpretación antimarxista de la esencia de la agricultura campesina". Lo acusaron de defender los intereses de los kulaks (campesinos ricos) y de impulsar las teorías agrarias burguesas. En la Conferencia de Marxistas Agrarios (20-29 de diciembre de 1929) el llamado "chayanovismo" fue declarado "agente del imperialismo" y "relacionado con la desviación de derecha en el PCUS (b)". Stalin, que habló en la Conferencia, atacó "las teorías anticientíficas de economistas soviéticos como Chayanov".
En 1930, Chayánov fue arrestado dentro del "Caso del Partido de los Campesinos Trabajadores" (Трудовая крестьянская партия), fabricado por el NKVD. El nombre de tal partido fue tomado de un libro de ciencia ficción escrito por Chayánov en 1920. El proceso estaba planificado para ser una farsa, pero se desplomó por la entereza de los acusados. Sin embargo, en un juicio secreto en 1932, Chayánov fue condenado a 5 años de trabajos forzados en la RSS de Kazajistán. El 3 de octubre de 1937, fue detenido nuevamente, juzgado y fusilado el mismo día. Su esposa pasó 18 años en campos de trabajo. Ella murió en 1983 luchando por rehabilitar a su marido. Ambos fueron rehabilitados por el Colegio Militar de la Corte Suprema de la Unión Soviética el 16 de julio de 1987.
La verdadera rehabilitación de Chayánov ha sido la que a nivel mundial le ha hecho la ciencia económica agraria. La economía clásica y neoclásica trata al campesinado con los mismos dogmas de Stalin: la gran propiedad es siempre la más eficiente. Chayánov demostró la vigencia del papel económico de la familia campesina y el carácter necesariamente heterogéneo del sector agropecuario. Verdades que hoy los más juiciosos planificadores y economistas se ven obligados a reconocer, a pesar de la ola neoliberal y homogenizante. Sus obras hoy traducidas a varios idiomas sirven para pensar soluciones a los problemas del agro y del campesinado en muchos países del mundo, en momento en que la población campesina mundial alcanza los 3 mil millones de personas.

## Escritos
Además de su obra económica en la que se destaca La organización de la Unidad Económica Campesina publicada en 1925 con el patrocinio del Instituto de Investigación Científica de la Economía Agrícola, en Moscú, Chayánov fue autor de la Historia del Área de Moscú (1918) y de varios trabajos poéticos y narrativos. Es muy conocido el El viaje de mi hermano Alekséi al país de la utopía campesina, relato de ciencia ficción de profundo contenido social. En sus cartas se han encontrado tesis sobre el papel de los intelectuales en la revolución. Recientemente se publicaron las notas autobiográficas que el NKVD le impuso escribir para su juicio.
Obras literarias
- История парикмахерской куклы (1918)- (La historia de la muñeca de peluquero)
- Путешествие моего брата Алексея в страну крестьянской утопии (1920) - (El viaje de mi hermano Alekséi al país de la utopía campesina)
- Венедиктов (1922) - (Venedíktov)
- Венецианское зеркало (1923) - (El espejo veneciano)
- Необычайные приключения графа Бутурлина (1924) - (Las aventuras excepcionales del conde Buturlín)
- Юлия, или Встречи под Новодевичьим (1928) - (Julia, o Encuentros cerca del Monasterio Novodévichi)